# عرض مواهب

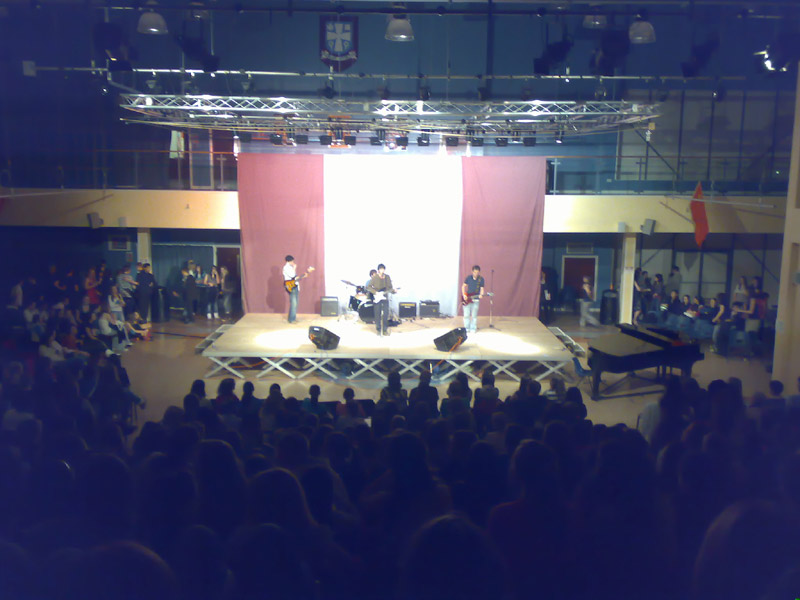
عرض مواهب في مدرسة

عرض المواهب هو حدث يؤدي فيه المشاركون فنونًا تعبيريةً مثل الغناء والرقص ومزامنة الشفاه والتمثيل وفنون القتال والعزف على آلة موسيقية والشعر والكوميديا أو غيرها من الأنشطة لعرض المهارات. ليست كل عروض المواهب مسابقات. ففي حالة المسابقة يُحفز المشاركون للأداء بمكافأة أو جائزة. فعلى سبيل المثال قد لا يكون لدى المدرسة الثانوية العديد من الطلاب المهتمين بالأداء أمام هيئة الطلاب لغرض وحيد هو الأداء بمفردهم وقد تقدم جوائز مختلفة حافزًا لهؤلاء الطلاب للمشاركة في المسابقة.